# The Boom
The Boom (ザ・ブーム Za Būmu?), estilizado como THE BOOM, fue una banda de rock japonesa, formada en la prefectura de Yamanashi en 1986. Sus cuatro componentes fueron Kazufumi Miyazawa (voz), Takashi Kobayashi (guitarra), Hiromasa Yamakawa (bajo) y Takao Tochigi (batería).

## Historia
Los cuatro músicos son originarios de la prefectura de Yamanashi y formaron la banda en 1986. Pronto comenzaron a conseguir conciertos en clubes y un contrato discográfico con Sony, con quien lanzaron su primer álbum, A Peacetime Boom, en 1989. El vocalista Kazufumi Miyazawa quien es su compositor y letrista de The Boom, basa inspiración en la música de Okinawa. Su sencillo de 1993, «Shima  Uta» se convirtió en un éxito masivo, con altas ventas, que alcanzaron aproximadamente 1,5 millones y trajeron fama a la banda, tanto en todo el mundo como en su país. Esta canción sería versionada años más tarde por Andrew W.K. y por Alfredo Casero, este último tocaría con The Boom en varias ocasiones. El 31 de diciembre de 1993, The Boom participó en el Kōhaku Uta Gassen, un espectáculo exclusivo generalmente reservado para músicos de élite. Después de lanzar «Shima Uta», el grupo pasó a interpretar «Kaze-ni Naritai», «Kaero-kana» y «Tsukisaemo-nemuruyoru», pero Miyazawa quería escribir más canciones sobre Okinawa, por lo que un álbum compuesto exclusivamente de sobre canciones esa prefectura fueron lanzadas posteriormente.
Miyazawa lanzó varios álbumes en solitario y compuso canciones para otros músicos, incluidos Akiko Yano, Kyōko Koizumi y Rimi Natsukawa. También comenzó una nueva banda llamada Ganga Zumba que lanzó su primer álbum Um, en abril de 2007.

## Discografía
- A Peacetime Boom (Lanzado el 21 de mayo de 1989)
- Sairen no Ohisama (Lanzado el 1 de diciembre de 1989)
- JAPANESKA (Lanzado el 21 de septiembre de 1990)
- D.E.M.O. (Lanzado el 21 de marzo de 1991)
- Shisyunki (Lanzado el 22 de enero de 1992)
- THE BOOM (Lanzado el 21 de septiembre de 1992)
- FACELESS MAN (Lanzado el 21 de agosto de 1993)
- Kyokuto Sanba (Lanzado el 21 de noviembre de 1994)
- REMIX MAN '95 (Lazando el 21 de abril de 1995)
- Samba do Extremo Oriente (Lanzado el 5 de febrero de 1996)
- TROPICALISM-0 (Lanzado el 1 de julio de 1996)
- THE BOOM2 (Red) (Lanzado el 22 de enero de enero de 1997)
- THE BOOM2 (Blue) (Lazando el 21 de marzo de 1997)
- Singles + (Lanzado el 27 de febrero de 1999)
- No Control (Lazado el 12 de mayo de 1999)
- LOVIBE (Lanzado el 4 de octubre de 2000)
- THE BOOM STAR BOX EXTRA (Lanzado el 5 de diciembre de 2001)
- OKINAWA -Watashi no Shima- (Lanzado el 19 de junio de 2002)
- SHIMA UTA -Grandes Exitos- (Lanzado el 19 de septiembre de 2002)
- Singles + a (Lanzado el 1 de enero de 2003)
- Hyakkei (Lanzado el 30 de junio de 2004)
- 89-09　THE BOOM COLLECTION 1989-2009 (Lanzado el 20 de mayo de 2009)